# Robert Jarni
Robert Jarni (* 26. října 1968, Čakovec, Jugoslávie) je bývalý chorvatský fotbalista, který hrál na pozici levého obránce nebo levého záložníka. Byl členem týmu, který vyhrál Mistrovství světa ve fotbale hráčů do 20 let 1987 a reprezentoval na třech světových šampionátech: na MS 1990 hrál za Jugoslávii, na MS 1998 a 2002 za Chorvatsko. V roce 1998 získal s chorvatským týmem bronzovou medaili, navíc vstřelil důležitý gól ve čtvrtfinále proti Němcům.
S Juventusem se stal italským mistrem v roce 1995 a s Realem vyhrál Interkontinentální pohár 1998.
Po skončení fotbalové kariéry hrál futsal za tým MNK Split Brodosplit Inženjering. Od roku 2013 je trenérem klubu FK Sarajevo. Je také majitelem značky sportovního oblečení Jarni.